# Большой Двор (Няндомский район, у реки Канакша)
Большой Двор — деревня в Няндомском районе Архангельской области.

## География
Находится в юго-западной части Архангельской области на расстоянии приблизительно 48 км на восток по прямой от административного центра района города Няндома на левом берегу речки Канакша.

## История
В 1782 году деревня уже упоминалась в документах, здесь существовала Троицкая церковь, сгоревшая в 1967 году (1860 года постройки) . В 1873 году здесь было учтено 25 дворов, в 1905 — 29. Тогда населенный пункт входил в Каргопольский уезд Олонецкой губернии (в 1873 году как село, в 1905 как деревня). До 2022 года деревня входила в Мошинское сельское поселение до его упразднения.

## Население
Численность населения: 101 человек (1873 год), 173 (1905), 136 (русские 97 %) в 2002 году, 71 в 2010.